# LGM-118 Peacekeeper
De LGM-118 Peacekeeper is een Amerikaanse intercontinentale kernraket. Deze werd ontworpen als opvolger van de LGM-30 Minuteman. Vanaf 1986 werden in totaal 50 Peacekeepers gebouwd. Ze werden echter in 2005 geschrapt, en de W87-kernkoppen in de Peacekeepers werden hergebruikt in Minuteman III-raketten.
LGM is oorspronkelijk een afkorting van launched guided missile, nu uitgebreider aangeduid als silo-launched surface-attack guided-missile.